# Amedeo Banci
Amedeo Banci (Rim, 18. kolovoza 1925.) bio je talijanski hokejaš na travi.
Na hokejaškom turniru na Olimpijskim igrama 1952. u Helsinkiju je igrao za Italiju, koja je ispala u osmini završnice.